# ای بیا
ای بیا 
(به تلوگویی: A Aa) فیلمی محصول سال ۲۰۱۶ و به کارگردانی تریویکرام سرینیواس است. در این فیلم بازیگرانی همچون سامانتا روت پرابو، نیتین، آنانیا، آنوپاما پارامیسواران ایفای نقش کرده‌اند.